# Thenissey
Thenissey és un municipi francès, situat al departament de la Costa d'Or i a la regió de Borgonya - Franc Comtat. L'any 2007 tenia 119 habitants.

## Demografia

### Població
El 2007 la població de fet de Thenissey era de 119 persones. Hi havia 60 famílies, de les quals 20 eren unipersonals (4 homes vivint sols i 16 dones vivint soles), 24 parelles sense fills i 16 parelles amb fills.
La població ha evolucionat segons el següent gràfic:
Habitants censats

### Habitatges
El 2007 hi havia 76 habitatges, 56 eren l'habitatge principal de la família, 15 eren segones residències i 5 estaven desocupats. 70 eren cases i 5 eren apartaments. Dels 56 habitatges principals, 47 estaven ocupats pels seus propietaris, 4 estaven llogats i ocupats pels llogaters i 5 estaven cedits a títol gratuït; 1 tenia dues cambres, 6 en tenien tres, 20 en tenien quatre i 29 en tenien cinc o més. 34 habitatges disposaven pel capbaix d'una plaça de pàrquing. A 20 habitatges hi havia un automòbil i a 22 n'hi havia dos o més.

### Piràmide de població
La piràmide de població per edats i sexe el 2009 era:
| Homes | Edats   | Dones |
| ----- | ------- | ----- |
| 0     | 95 o +  | 0     |
| 4     | 90 a 94 | 0     |
| 4     | 85 a 89 | 4     |
| 0     | 80 a 84 | 0     |
| 8     | 75 a 79 | 4     |
| 0     | 70 a 74 | 4     |
| 0     | 65 a 69 | 4     |
| 0     | 60 a 64 | 0     |
| 8     | 55 a 59 | 0     |
| 16    | 50 a 54 | 12    |
| 12    | 45 a 49 | 0     |
| 0     | 40 a 44 | 8     |
| 0     | 35 a 39 | 4     |
| 0     | 30 a 34 | 0     |
| 0     | 25 a 29 | 0     |
| 0     | 20 a 24 | 0     |
| 4     | 15 a 19 | 4     |
| 0     | 10 a 14 | 8     |
| 4     | 5 a 9   | 0     |
| 0     | 0 a 4   | 0     |

## Economia
El 2007 la població en edat de treballar era de 69 persones, 51 eren actives i 18 eren inactives. De les 51 persones actives 49 estaven ocupades (26 homes i 23 dones) i 2 estaven aturades (1 home i 1 dona). De les 18 persones inactives 9 estaven jubilades, 5 estaven estudiant i 4 estaven classificades com a «altres inactius».

### Ingressos
El 2009 a Thenissey hi havia 55 unitats fiscals que integraven 120 persones, la mediana anual d'ingressos fiscals per persona era de 17.660 €.

### Activitats econòmiques
Dels 4 establiments que hi havia el 2007, 1 era d'una empresa de construcció, 1 d'una empresa de transport, 1 d'una empresa financera i 1 d'una empresa de serveis.
Dels 2 establiments de servei als particulars que hi havia el 2009, 1 era una oficina bancària i 1 paleta.
L'any 2000 a Thenissey hi havia 4 explotacions agrícoles.

## Poblacions més properes
El següent diagrama mostra les poblacions més properes.